# Angola na Letnich Igrzyskach Olimpijskich Młodzieży 2010
Angolę na Letnich Igrzyskach Olimpijskich Młodzieży w Singapurze w 2010 reprezentować będzie 21 sportowców w 5 dyscyplinach.

## Skład kadry

### Kajakarstwo
- Jose Chimbumba

### Koszykówka
Dziewczyny:
- Artemis Afonso
- Helena Francisco
- Ana Claudia Goncalves
- Elisabeth Mateus

### Lekkoatletyka
- Nelson Reis

### Piłka ręczna
Dziewczyny:
- Jeovania Antonio
- Ana Patricia Barros
- Irina Cailo
- Suzeth Isabel Cazanga
- Catiana Santos
- Isabel Eduardo
- Ngalula Kanka
- Sara Cristina Luis
- Albertina Mambrio
- Luiza Matamba
- Iovania Valeria Quinzole
- Esmeralda Samuconga
- Valdemira Dunem
- Jocelina Mateta Yanda

### Pływanie
- Mariana Henriques